# Бокситогорськ
Бокситогорськ (рос. Бокситогорск) — місто (з 1950 року) у Росії. Адміністративний центр Бокситогорського міського поселення та Бокситогорського муніципального району Ленінградської області Росії.
Населення — 16 585 (2010 рік).

## Історія
З 1869 зустрічаються перші відомості про місцеві яскраво-червоні глини. В 1916 році житель міста Тихвін інженер Т. П. Тимофєєв доставив до Геологічного комітету Санкт-Петербурга зразки порід, які були визначені як алюмінієва руда з великим вмістом кремнезему (Тихвінське родовище).
В 1929 в околицях м. Тихвін почалося будівництво бокситових рудників, через що тут виросло робітниче селище.
З 1935 р. робітниче селище Боксити (в АТД 1940 — Бокситогорськ), з 1950 р. місто Бокситогорськ.

## Населення
| 1935    | 1939    | 1959    | 1967    | 1970    | 1979    | 1989    |
| ------- | ------- | ------- | ------- | ------- | ------- | ------- |
| 3500    | ↗9221   | ↗20 394 | ↗22 000 | ↗22 248 | ↗23 212 | ↘21 839 |
| 1992    | 1996    | 1998    | 2000    | 2001    | 2002    | 2003    |
| ↘21 600 | ↘20 700 | ↘20 300 | ↘19 800 | ↘19 500 | ↘18 128 | ↘18 100 |
| 2005    | 2006    | 2007    | 2008    | 2009    | 2010    | 2011    |
| ↘17 400 | ↘16 900 | →16 900 | ↘16 800 | ↘16 607 | ↘16 585 | ↗16 600 |
| 2012    | 2013    | 2014    | 2015    | 2016    | 2017    | 2018    |
| ↘16 344 | ↘16 137 | ↘16 028 | ↘15 494 | ↘15 451 | ↘15 406 | ↘15 380 |
| 2019    | 2020    |         |         |         |         |         |
| ↘15 249 | ↘15 091 |         |         |         |         |         |

## Особистості
- Горшеньов Михайло Юрійович (Горшок, 1973–2013) — вокаліст, автор музики та текстів, а також засновник панк-рок-гурту «Король и Шут».